# 布瓦达蒙
布瓦达蒙（法語：Bois-d'Amont，法語發音：[bwa damɔ̃]）是法国汝拉省的一个市镇，属于圣克洛德区。

## 地理
布瓦达蒙（46°32'8"N, 6°8'21"E）面积12.06 平方千米，位于法国勃艮第-弗朗什-孔泰大區汝拉省，该省份为法国东部内陆省份，北起上索恩省，西北接科多尔省，西临索恩-卢瓦尔省，南至安省，东与杜省和瑞士接壤。
与布瓦达蒙接壤的市镇（或旧市镇、城区）包括：贝尔方丹、沙佩勒德布瓦、莱鲁斯、勒舍尼、阿尔济耶。

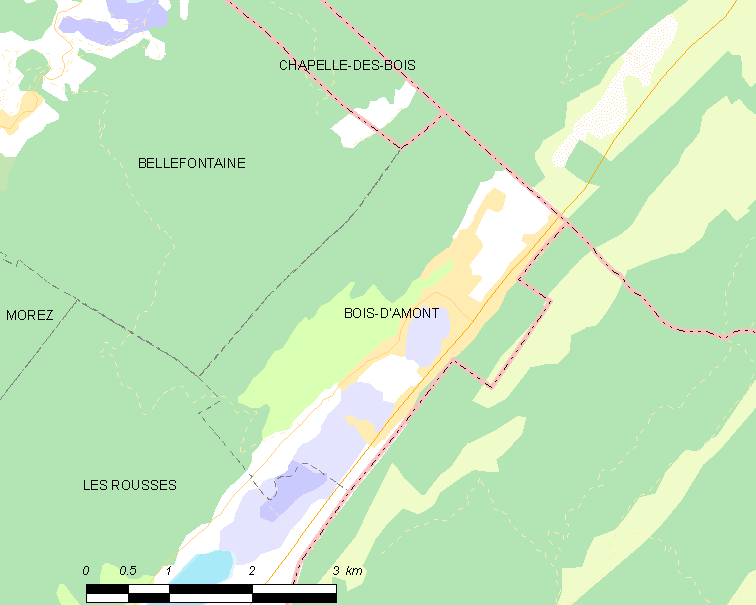
布瓦达蒙的OSM定位图

布瓦达蒙的时区为UTC+01:00、UTC+02:00（夏令时）。

## 行政
布瓦达蒙的邮政编码为39220，INSEE市镇编码为39059。

## 政治
布瓦达蒙所属的省级选区为上比耶讷县。

## 人口

1962-2008年间布瓦达蒙人口变化图示

布瓦达蒙于2022年1月1日时的人口数量为1695人。